# Brodnia-Kolonia
Brodnia-Kolonia – wieś w Polsce położona w województwie łódzkim, w powiecie poddębickim, w gminie Pęczniew.
| SIMC    | Nazwa | Rodzaj    |
| ------- | ----- | --------- |
| 0989703 | Egipt | część wsi |

W latach 1975–1998 miejscowość administracyjnie należała do województwa sieradzkiego.